# 나우시카

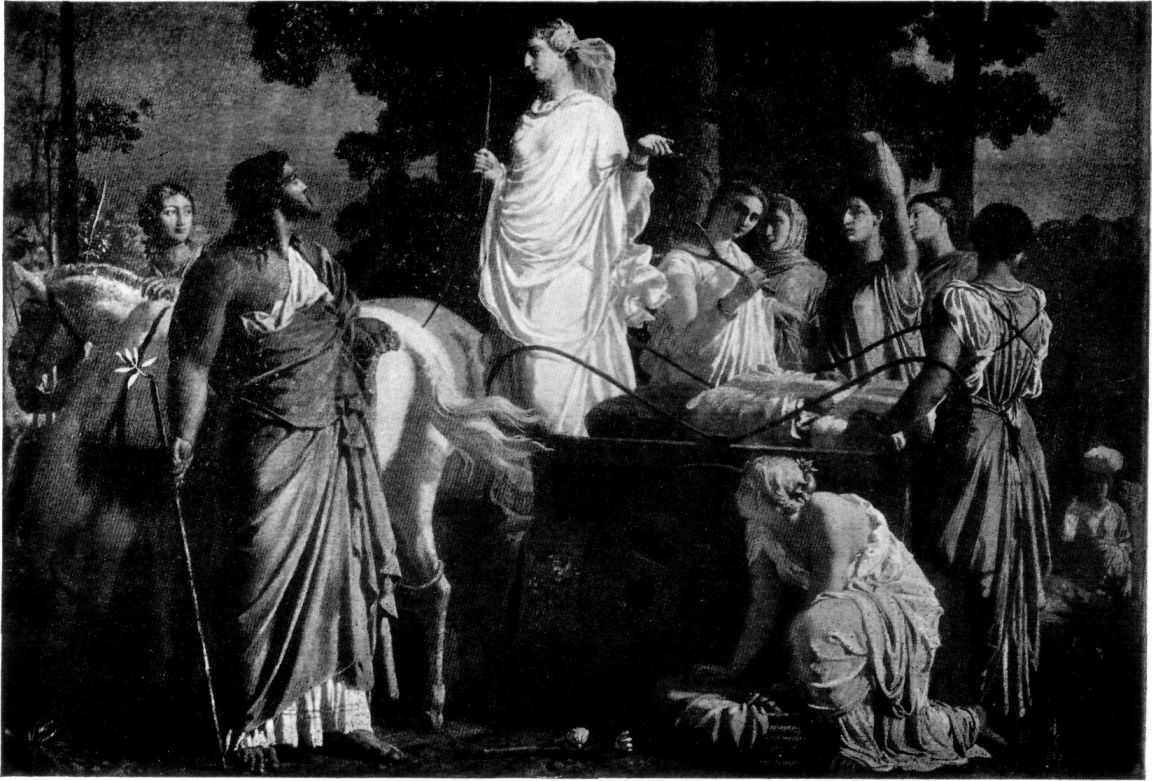
오디세우스와 나우시카

나우시카(그리스어: Ναυσικάα, 영어: Nausicaa)는 그리스 신화에 등장하는 인물로 스케리아 섬의 왕 알키노오스의 딸이다. 호메로스의 《오디세이아》 제6권에서 난파한 오디세우스를 구해주는 것으로 유명하다.

## 오디세이아의 나우시카아
오디세우스는 칼립소에게 붙들려 고향 이타카에도 돌아가지 못하고 7년을 지낸다. 마침내 그를 가엾게 여긴 아테나여신이 그를 칼립소의 섬에서 탈출시키는데 포세이돈이 다시 풍랑을 보내 그를 표류하게 한다. 이때 오디세우스는 전설상의 해양부족인 파이아케스족이 사는 땅 스케리아 섬에 흘러드는데 이때 나우시카아를 만나게 된다.
나우시카아는 파이아케스족의 왕 알키노오스의 딸로 어느날 꿈에 아테나 여신이 현몽하여 빨래를 하러가라고 한다. 여신의 뜻대로 공주는 바로 오디세우스가 잠을 자고 있는 해변에 이르러 빨래를 마친 후 시녀들과 공놀이를 한다. 처녀들의 떠들석한 놀이 때문에 오디세우스는 잠에서 깨어나 주변을 돌아보기 위해 숲에서 나오자 처녀들은 낯선 사내의 모습에 기절초풍하여 달아난다. 이와 반면에 나우시카아 공주는 홀로 망칙한 꼴을 한 낯선 남자를 초연히 대면한다. 오디세우스는 자신의 처한 딱한 상황을 공주에게 솔직히 설명한 후 공주의 도움을 청한다. 공주는 오디세우스가 보통의 남자가 아님을 직감하고 그에게 먹을 것과 입을 옷을 건네 준 후 그녀의 아버지의 성으로 안내한다.
오디세우스는 알키노오스의 환대를 받으며 그의 도움을 받아 고향 이타카로 돌아갈 수 있게 된다.
《오디세이아》에서 나우시카아는 아름다운 소녀로 묘사되는데 현명하고 적극적인 여성상을 보여준다. 호메로스의 작품에서 나우시카아는 오디세우스에게 호감을 가진 것은 분명하지만 두 사람 사이에 별다른 감정은 없는 것으로 나온다. 아리스토텔레스에 따르면 나중에 나우시카아는 오디세우스의 아들 텔레마코스와 결혼하고 두 아들을 낳았다고 한다.

## 기타 잡설(雜說)
- 나우시카아는 문학작품 속에서 최초로 공놀이를 하는 사람으로 묘사된다. 기원전 2세기 아갈리스라는 여성 문법학자가 이 나우시카아의 공놀이를 창안했다고 한다.
- 미야자키 하야오의 1984년 장편 애니메이션 《바람 계곡의 나우시카》의 주인공의 이름이 나우시카이다.
- 1879년 발견된 소행성에 192 나우시카아라는 이름이 붙었다.